# مكرتش خريميان
كان مكرتش خريميان (4 أبريل 1820 - 29 أكتوبر 1907) زعيمًا للكنيسة الرسولية الأرمنية، ومعلمًا، وناشرًا، وكان كاثوليكوس جميع الأرمن من 1893 إلى 1907. عُرف خلال تك الفترة باسم مكرتش الأول الفاني نسبةً إلى موطنه فان، إحدى أكبر المدن في أرمينيا التركية (الغربية).
أصبح خريميان كاهنًا أعزبًا (فاردابيت) في 1854 بعد وفاة زوجته وابنته. وفي خمسينيات وستينيات القرن التاسع عشر خدم رئيس ديرٍ لاثنين من الأديرة الهامة في أرمينيا التركية: دير فاراغافانك بالقرب من فان ودير سورب كارابت بالقرب من موش. أنشأ خلال تلك الفترة مرافق تعليمية ودوريات في كلا الديرين. وشغل منصب بطريرك القسطنطينية - الشخصية الأكثر تأثيرًا داخل المجتمع الأرمني العثماني- من 1869 إلى 1873 واستقال بسبب ضغوط من الحكومة العثمانية التي رأت فيه تهديدًا. وكان رئيس الوفد الأرمني إلى مؤتمر برلين عام 1878. وعند عودته من أوروبا، شجع الفلاحين الأرمن على أن يحذوا حذو شعوب البلقان المسيحية من خلال شن صراع مسلح بهدف تحقيق الحكم الذاتي أو الاستقلال عن الأتراك العثمانيين.
شغل بين عامي 1879 و1885 منصب أسقف فان، ونُفي بعد ذلك إلى القدس مجبرًا. انتُخب رئيسًا للكنيسة الأرمنية عام 1892، إلا أنه نُصب بعد أكثر من عام وظل في هذا المنصب حتى وفاته. عارض محاولة الحكومة الروسية مصادرة ممتلكات الكنيسة الأرمنية عام 1903، وكانت جهوده أحد العوامل المساهمة في صدها. أيد خريميان حركة تحرير الثوار الأرمن.
يُعرف بأنه شخصية بارزة في التاريخ الأرمني الحديث وقد لُقب باسم خريميان هايريك (هايريك تصغير لكلمة «الأب») تقديرًا ومحبةً. واشتهر بدفاعه عن المصالح والتطلعات الأرمنية، ويُنظر إلى أنشطته التقدمية على أنها أرست الأساس لصعود القومية الأرمنية وحركة التحرر الوطني اللاحقة في أواخر القرن التاسع عشر وأوائل القرن العشرين.

## فان وموش واسطنبول

### أديرة فاراغ وسورب كارابت
عاد خريميان إلى فان عام 1857 وأسس مدرسة زارانغافوراتس في دير فاراغافانك. أسس دار نشر في الدير، استأنف من خلالها نشر آرتسفي فاسبوراكان عام 1859. واستمر نشرها حتى عام 1864.
في 1862 تعين رئيسًا لدير سورب كارابت بالقرب من موش، مما يعني أنه كان أيضًا أسقفًا لتارون. أعاد إحياء الدير وحوله إلى مركز مزدهر. أسس فيه مدرسة ودورية باسم أراسفيك تارونو (عُقيب تارون). نجح في إقناع والي (حاكم) ولاية أرضروم بتخفيض الضرائب على الأرمن.

### بطريرك القسطنطينية
في 20 أكتوبر 1868، رُسم خريميان أسقفًا على إتشميادزينه. وفي 4 سبتمبر 1869، انتُخب بطريرك القسطنطينية للأرمن، الذي كان الزعيم الفعلي للمجتمع الأرمني في الإمبراطورية العثمانية في الأمور الدينية والعلمانية. ووفقًا لعلي تيكويون، عالم دين تركي، فإن انتخابه يشير إلى أن الطبقة الأميرة (الأغنى) والسلطات الإمبراطورية قد فقدت السلطة على الأرمن بما يتعارض مع مصالحهم. عمل على سداد ديون البطريركية وسعى إلى زيادة التمثيل الإقليمي في الجمعية الوطنية الأرمنية. وبصفته الزعيم السياسي الفعلي للملة الأرمنية المسيحية في نظر الباب العالي، أعد تقريرًا مفصلًا يوثق حالات القمع والاضطهاد وإساءة تطبيق العدالة في المقاطعات الأرمنية وقدم الوثيقة إلى الباب العالي. استخدم خريميان المنصب لتعزيز مصالح وظروف الأرمن الفقراء والمضطهدين في المقاطعات.
وينبغي من أجل فهم تقرير خريميان، المعروف رسميًا بالتقرير الأول المعني حول بشأن الاضطهاد الإقليمي، أخذ سياق إصلاحات التنظيمات (1839، 1856) بعين الاعتبار. وبهدف تعزيز مركزية الإدارة وتحسين القاعدة الضريبية للحكومة، لم تُنفذ الإصلاحات بشكل فعال في الأجزاء المحيطة بالإمبراطورية، ومن بينها مقاطعات الأناضول. ونتيجة لذلك، عانى السكان المحليون في كثير من الأحيان من الازدواج الضريبي، سواء من الحكومة المركزية أو من جانب زعماء القبائل المحليين الذين تحصلوا على حقوق جمع الضرائب، ومعظمهم من الوجهاء الأكراد. تشمل القضايا المذكورة صراحةً في تقرير خريميان ما يلي: العنف الذي يمارسه متعهدو الضرائب على السكان المحليين، والتحول القسري إلى الإسلام وغيرها من الجرائم المرتكبة بسبب التعصب الديني، والضرائب المضاعفة، وإهمال متعهدي الضرائب لمهامهم، مما يؤدي إلى خسائر في الأرباح. قدم التقرير كذلك عدة اقتراحات حول كيفية معالجة هذه المشاكل: وتحديدًا، نزع سلاح رجال القبائل الكردية وتعليمهم أسلوب الحياة الزراعية. علاوة على ذلك، طالب التقرير بتشكيل قوة شرطة فعالة، مع السماح للأرمن بالخدمة على جميع المستويات، والتواصل الشفاف بشأن أوامر الباب العالي.
إن صراحته الجريئة بشأن القضايا التي تواجه السكان الأرمن لم تزعج السلطات العثمانية فحسب، بل أزعجت بعضًا من النخبة الأرمنية الثرية. ووفقًا لجيرارد ليباريديان، فإن تعزيز حقوق الأرمن في المقاطعات «جعله عدوًا للعديد من الأرمن ذوي النفوذ في اسطنبول». وأجبرته الحكومة العثمانية على الاستقالة عام 1873. كتب أرمايس فارتوغيان في 1896 أن خريميان «كان ليبقى في منصب بطريرك القسطنطينية مدى الحياة لو لم يدفعه إلى ذلك المؤامرات التي حاكتها الحكومة التركية التي كرهته كثيرًا بسبب اندفاعه من أجل تحقيق رفاهية رعيته».
كرّس خريميان وقته بعد الاستقالة للتوجهات الأدبية.

## مؤتمر برلين
في أعقاب الحرب الروسية التركية 1877-1878، قاد خريميان الوفد الأرمني في مؤتمر برلين. كانت مهمة الوفد تقديم مذكرة إلى الدول العظمى بشأن تنفيذ الإصلاحات في المقاطعات الأرمنية التابعة للدولة العثمانية. وكان الهدف الأساسي تأمين إصلاحات جوهرية في المقاطعات الأرمنية التي ستشرف عليها القوى الأوروبية - ما يعني روسيا في الواقع، إذ كانت قواتها متمركزة في أجزاء من أرمينيا. كان الأرمن يأملون بأن يُجبر الضغط الروسي (والتهديد بالتدخل) الحكومة العثمانية على تحسين الظروف في المقاطعات الأرمنية. وعلاوة على ذلك، طالب الوفد الأرمني بشكل من أشكال الحكم الذاتي للمقاطعات الأرمنية، على غرار الحكم الذاتي الماروني في جبل لبنان، لكنه لم يؤيد تفكك الإمبراطورية العثمانية أو ضم المقاطعات الأرمنية إلى روسيا.
يعتبر المؤرخون معاهدة برلين، التي أُبرمت في 13 يوليو 1878، فشلًا للبعثة الأرمنية في المؤتمر. إذ فشلت في إجبار الحكومة العثمانية على تنفيذ إصلاحات حقيقية. كتب بانوسيان أن كل ما تلقاه الوفد الأرمني كان «وعودًا غير فعالة». شهد خريميان في المؤتمر حصول شعوب البلقان المسيحية (في صربيا والجبل الأسود وبلغاريا) على الاستقلال أو درجة ما من الحكم الذاتي.
وبعد عودته إلى القسطنطينية، ألقى خريميان سلسلة من الخطب «التي كانت ذات أثر كبير على توجيه الفكر الأرمني نحو مزيد من التطرف، والتعبير الواضح والقوي عن المطالب القائمة على المبادئ القومية». ألقى خطبة شهيرة دعا فيها إلى تسليح الأرمن للقتال من أجل أرمينيا المستقلة. وقال لرعيته إن «أرمينيا، على النقيض من الدول المسيحية في البلقان، لم تحصل على الحكم الذاتي من الباب العالي لأن الدماء الأرمنية لم تُراق في سبيل قضية الحرية». تعتبر الخطبة، التي اشتهرت باستعاراتها المجازية، بداية الحركة الثورية الأرمنية.

وفي الخطبة، «استخدم تشبيه المغرفة والطبق بالسيف والحرية في شرح نضال دول البلقان من أجل الحرية خلال المؤتمر. وبالنسبة له، لم تكن حرية أرمينيا ممكنة إلا من خلال استخدام القوة المسلحة». وقال تحديدًا: «هناك، حيث تتحدث البنادق وتُصدر السيوف ضجيجًا، ما أهمية المناشدات والالتماسات؟»  وأضاف:
يا شعب أرمينيا، بالطبع أنتم تفهمون جيدًا ما كان يمكن للبندقية أن تفعله، وما يمكن لها أن تفعله. وبذلك، أيها الأرمن الأعزاء والمباركون، عندما تعودون إلى الوطن الأم، إلى أقاربكم وأصدقائكم، خذوا الأسلحة، خذوا الأسلحة، ومرة أخرى، الأسلحة. أيها الشعب، من أجل تحرركم، ضعوا الأمل، قبل كل شيء، على عاتقكم. استخدموا عقلكم وقبضتكم! يجب على الإنسان أن يعمل من أجل نفسه حتى يخلص.